# Micropisthodon ochraceus
Micropisthodon ochraceus — вид змій родини Pseudoxyrhophiidae. Ендемік Мадагаскару. Це єдиний представник монотипового роду Micropisthodon.

## Опис
Довжина змії Micropisthodon ochraceus може досягати 70 м. Верхня частина тіла коричнювата, на спині є світі і темні плями, що чергуються між собою, іноді темні плями формують шеврони. Зіниці округлі.

## Поширення і екологія
Micropisthodon ochraceus мешкають на східному узбережжя острова Мадагаскар, а також на острові Нусі-Бе біля північно-західного узбережжя. Вони живуть у вологих низькогірських тропічних лісах, на висоті до 950 м над рівнем моря. Ведуть деревний спосіб життя. Відкладають яйця.